# Silvio Formichetti
Silvio Formichetti (Pratola Peligna, 20 marzo 1969) è un pittore italiano.

## Biografia

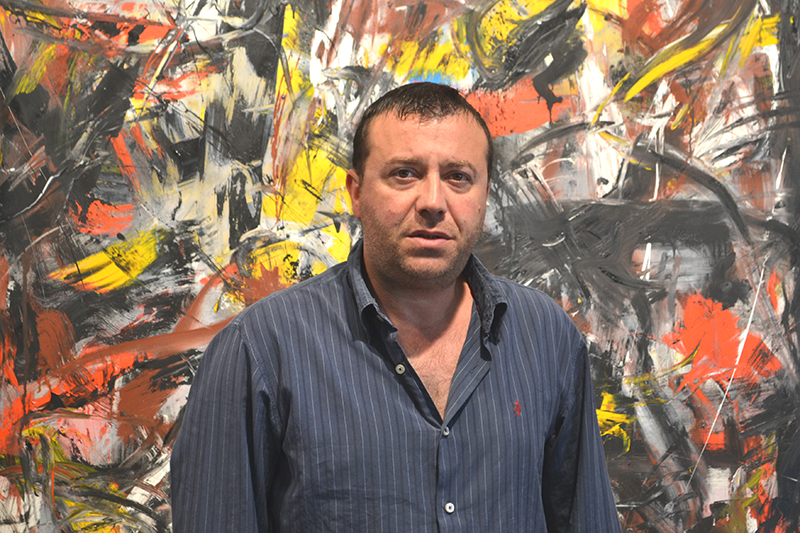
Silvio Formichetti davanti ad una sua opera

Silvio Formichetti nasce a Pratola Peligna (AQ) nel 1969, dove vive e lavora. È tra i massimi esponenti della pittura informale italiana. Pittore autodidatta ritrae nei suoi primi lavori nudi femminili e paesaggi dell'entroterra abruzzese. Dalla metà degli Anni '90 si interessa alla pittura informale, da Pollock a tutta l'Action Painting americana e a Gianni Dova, Afro Basaldella, Emilio Vedova e Hans Hartung.
Nel 1999 passa all'astrattismo segnico e gestuale fino a vederlo protagonista nel 2011, alla 54ª Biennale di Venezia nel padiglione Italia a cura di Vittorio Sgarbi.
Molto intensa la sua attività espositiva in Italia e all’estero.

### Esposizioni in Italia
Tra le sue esposizioni in Italia si segnalano: “XXVI rassegna internazionale d'Arte Contemporanea” di Sulmona (1999); personale al Palazzetto dei Nobili dell'Aquila, catalogo a cura di Carlo Fabrizio Carli e XXX edizione della “Rassegna internazionale d'arte di Sulmona” (2003); Museo nazionale d'Abruzzo dell'Aquila a cura di Leo Strozzieri e Pierpaolo Bellucci e Museo Diocesano “Francesco Gonzaga” di Mantova, a cura di Maurizio Gioia e Carlo Micheli (2007); Museo Michetti di Francavilla al Mare, con testi critici di Silvia Pegoraro e XIII Biennale Stauròs d'arte sacra, Museo di San Gabriele, Isola del Gran Sasso (2008); “Cromofobie”, Ex Aurum di Pescara a cura di Silvia Pegoraro (2009); nel 2010 al Museo Colonna di Pescara, le sue opere vengono accostate a quelle di Mario Schifano nella mostra “Silvio Formichetti – Mario Schifano. Buio. Il confine del colore” a cura di Luca Beatrice.

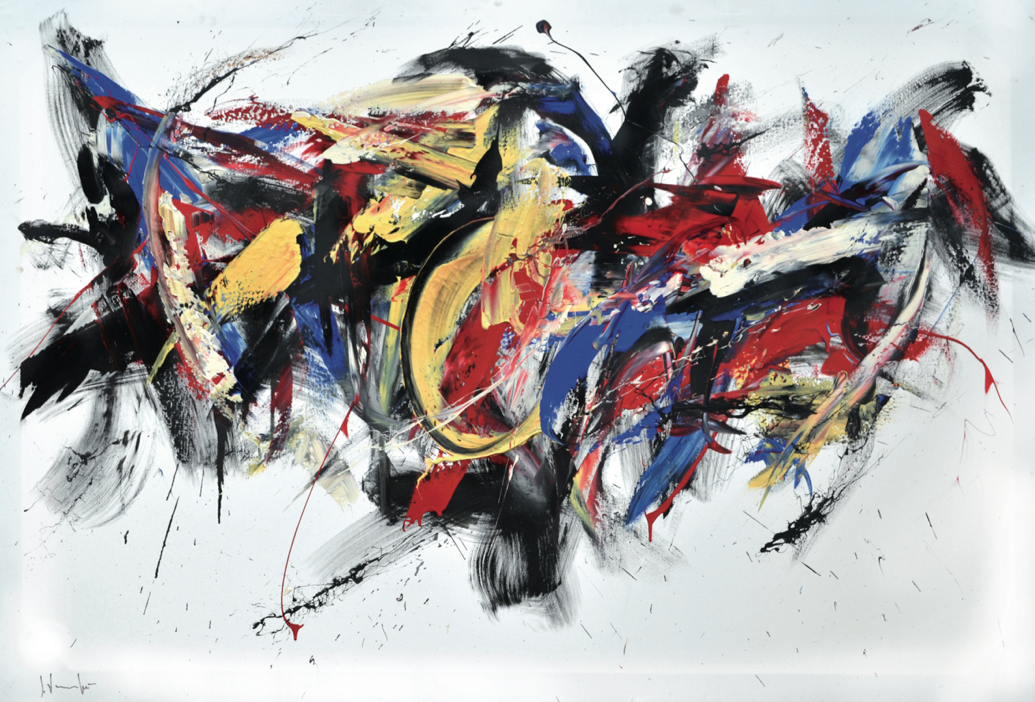
Tempi lineari, 100×150 cm, Tecnica mista su tela, 2013

È del 2006 il progetto espositivo con il critico d'arte Luca Tommasi: le sue opere vengono esposte al Museo Nazionale degli Strumenti Musicali di Roma e nel 2007 presso il Refettorio quattrocentesco del Museo Nazionale del Palazzo di Venezia a Roma.

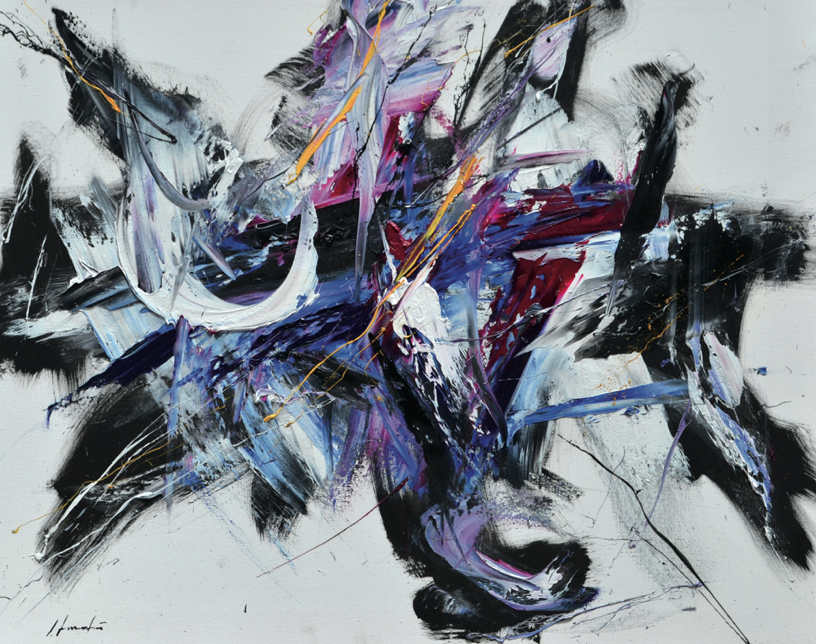
Folle gestualità, 60×70 cm, Olio su tela, 2012

Nell'estate 2010 realizza presso il Museo Civico di Sulmona la mostra “Icone dell'invisibile” a cura di Silvia Pegoraro.

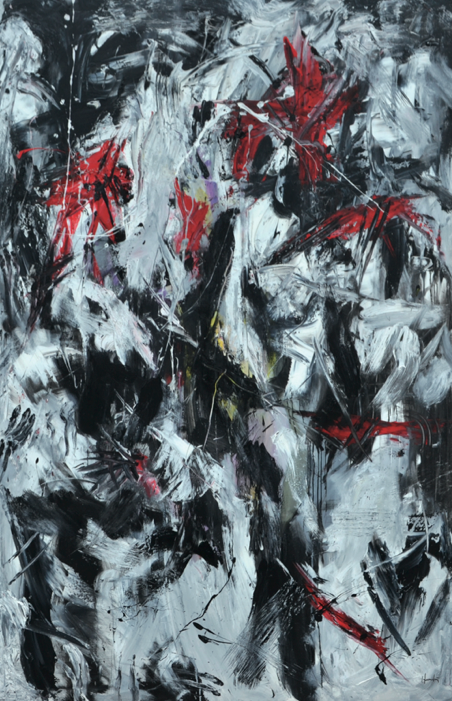
Energheia, 198,5×128,5 cm, Olio su tela, 2011

Sempre nel 2010 realizza la personale dal titolo “Labirinti dell'anima” presso lo spazio del Palazzo Guicciardini della Provincia di Milano nel capoluogo lombardo con testi critici a cura di Giovanni Faccenda .
Il 2011 lo vede impegnato, nella personale al Chiostro del Bramante di Roma “Dialogo con l'infinito” a cura di Giovanni Faccenda, successivamente ad Albenga nel prestigioso contesto del Palazzo oddo con una personale curata da Paolo Levi dal titolo Alfabeti dell'anima.
Nel 2012, alla Galleria Opus di Grottammare (Ap) The Big Rip, a cura di Giarmmando Di Marti, successivamente a Cassino (Fr) nel contesto del Teatro Manzoni presenta la personale dal titolo “Succisa Virescit”, a cura di Simona Pace e Roberto Franco. La mostra racconta le atrocità della seconda guerra mondiale vissute nella cittadina laziale con i bombardamenti e la ricostruzione.
Inaugura infine a Sofia (Bulgaria) nel mese di Giugno, presso la Galleria Nazionale d'Arte Moderna, la personale dal titolo “Bulgare Visioni ed a Varna (Bulgaria) presso la Graffity Art Gallery la personale “Architetture Cromatiche” a cura dell'Istituto Italiano di Cultura.
Nel 2013 la personale "Emozioni Informali" alla galleria Canovaccio di terni. Successivamente a Padova, presso la Galleria Civica Cavour, la personale "Energheia" curata da Niccolo' Bonechi. Conclude il 2013 con la personale a Bruxelles presso il Parlamento Europeo dal titolo: "I sentieri dell'anima".
Nel 2014 Pescara ospita Silvio Formichetti con una mostra personale dal titolo "Inferno. Allegorie della coscienza" presso l'Aurum - Fabbrica delle Idee. A settembre "Opere" di Silvio Formichetti raccoglie le opere storiche dell'artista in mostra presso la Taverna Ducale di Popoli (Pescara) e partecipa al 41º Premio Sulmona a Sulmona (L'Aquila).
Nel 2015 entra nella pubblicazione "PRESTIGIUM ITALIA II" il prestigioso catalogo che segue la collezione Internazionale di Luciano Benetton "IMAGO MUNDI - Luciano Benetton Collection".
Espone con una personale a Berlino presso la InArt Werkkunst Gallery e fa parte degli artisti contemporanei alla collettiva 44th parallels di Albenga (Sv).
Il 2016 parte con “Evoluzione del silenzio” mostra personale nella rocca di Umbertide a cura di Anna Amendolagine. Partecipa al 43º Premio Sulmona.
Nel 2017 in occasione del bimillenario della morte di "Ovidio", presenta in una mostra personale, un corpus di n 15 opere di grandi dimensioni nel suggestivo complesso del Museo Civico della SS.Annunziata di Sulmona dal titolo: "Omnia Mutantur".
Sempre nel 2017 partecipa alla 44ª edizione del Premio Sulmona
Nel 2018 realizza il drappo del Palio per Giostra della Quintana di Ascoli Piceno e, nella circostanza presenta la personale a Palazzo dei Capitani dal titolo"Il Silenzio che Urla" a cura di Vittorio Sgarbi e Stefano Papetti con intervento di Giuseppe Bacci.
Successivamente espone presso la galleria BulArt a Pergine Valsugana (Tn) un corpus di 18 carte.
La mostra dal titolo "Vulcanico" è curata da Anna Amendolagine.
Approda a Nova Milanese con la Personale dal titolo:" Dialogo Informale" curata da Antonio Lombardi presso Villa Brivio.
Silvio Formichetti partecipa fuori concorso al 45º Premio Sulmona.
Nel 2019 presenta 15 opere presso la Galleria d’Arte M2 a Napoli a cura di Massimo Carpentieri.
Partecipa alla mostra “I Mille di Sgarbi” a Cervia (Ra) presso i Magazzini del Sale.
Nel 2020 l’attività Espositiva prosegue nonostante le difficoltà inerenti al COVID-19.
Partecipa al 25 Premio Cimitile presso il Complesso Basilicale Paleocristiana di Cimitile affiancato dai colossi della pittura Italiana in occasione del cinquecentesimo dalla morte di Raffaello a cura di Giuseppe Bacci.
La personale presso la Galleria Civica di San Donà di Piave dal titolo SILVIO FORMICHETTI “IN”
a cura di Alain Chivilò.
A gennaio 2022 Formichetti approda in Danimarca con la Personale dal titolo: “Danish Diary” presso il Museo D’Arte Moderna Vestjyllands Kunstpavillon Arne Haugen Sørensen Museum.
Continua l’attività espiativa a maggio 2022 con la personale presso lo spazio “K” Palazzo Kursaal di Grottammare (Ap) dal titolo “La spaziatura del pensiero”Silvio Formichetti chiude il 2022 con la mostra “Physis” in collettiva con il pittore Lombardo Antonio Pedretti all’Aurum di Pescara.

## Opere nei musei
- Museo permanente arte contemporanea di Amatrice.
- Museo Nazionale d’Abruzzo - L’Aquila
- Galleria Civica di Ascoli Piceno
- Capelouzos Family Art Museum - Atene
- Galleria Nazionale D’Arte - Sofia
- Chiostro del Bramante - Roma
- Museo Michetti - Francavilla al mare
- Museo di Palazzo Venezia - Roma
- Parlamento Europeo - Bruxelles
- Museo Vittoria Colonna - Pescara
- Museo Diocesano Gonzaga - Mantova
- Arne Haugen Sørensen (Danimarca)
- Municipio dell’Aquila
- Municipio di Pescara
- Collezione Banca d’Italia - Roma
- Pinacoteca di Ascoli Piceno

## Esposizioni
“Physis” Antonio Pedretti e Silvio Formichetti
Aurum Pescara a cura di Massimo Pasqualone
La Spazzatura del pensiero 
Spazio “K” - Palazzo Kursaal
Grottammare (Ap)
A cura di Giarmando Di Marti 2022
Silvio Formichetti “Danish Diary”
Arne Haugen Sørensen Museum(Danimarca) 2022
Silvio Formichetti “IN”
Galleria Civica San Donà di Piave 
a cura di Alain Chivilò 2020
•25 Premio Cimitile
Complesso Basilicale Paleocristiana 
di Cimitile-a cura di Giuseppe Bacci 2020
• “I Mille di Sgarbi” -Lo stato dell’arte in Italia Cervia (Ra) Magazzini del Sale a cura di Vittorio Sgarbi. 2019
• Enigma e Soluzione - Napoli Galleria M2 a cura di Massimo Carpentieri.▪Dialogo Informale - Nova Milanese (Mb) Villa Brivio a cura di Antonio Lombardi 2018
- "Vulcanico" - Pergine Valsugana (Tn) - Galleria BulArt a cura di Anna Amendolagine. 2018
- 45º Premio Sulmona - Rassegna Internazionale d'Arte Sulmona 2018
▪ il Silenzio che Urla-Ascoli Piceno Palazzo dei Capitani a cura di Vittorio Sgarb, 2018
▪ 44º Premio Sulmona - Rassegna Internazionale d'Arte Sulmona 2017
▪ Omnia Mutantur - Sulmona - Museo Civico SS. Annunziata 2017
- 43º Premio Sulmona - Rassegna Internazionele d'Arte Contemporanea - Sulmona 2016
- Evoluzione del Silenzio Umbertide (Pg) 2016.
- InArt Werkkunst Gallery - Berlino 2016.
- Prestigium Italia II - Luciano Benetton - Collection
- 41º Premio Sulmona, Rassegna Internazionale d'Arte Contemporanea - Sulmona (L'Aquila)
- Opere, Taverna Ducale, Popoli (Pescara) 2015
- Inferno Allegorie della coscienza, Aurum, La Fabbrica delle idee. Pescara 2014.
- I sentieri dell'anima, Parlamento Europeo, Edificio Altiero Spinelli – “Espace Cheval”, Bruxelles 2013.
- Energheia a cura di Niccolò Bonechi, Galleria Cavour, Padova , 2013
- Emozioni Informali a cura di Lorenzo Barbaresi, Galleria Canovaccio, Terni , 2013
- Architetture cromatiche a cura di Anna Amendolagine (per l'Istituto Italiano di Cultura in Sofia), Graffity Art Gallery, Varna, 2012
- Bulgare Visioni a cura di Irina Mutafcieva e Anna Amendolagine (per l'Istituto Italiano di Cultura in Sofia), Galleria Nazionale d'Arte Straniera, Sofia, 2012
- Succisa Virescit a cura di Simona Pace e Roberto Franco, Teatro Manzoni, Cassino, 2012
- Alfabeto dell'anima a cura di Paolo Levi, Palazzo Oddo, Albenga, 2011
- 54. Esposizione Internazionale d'Arte della Biennale di Venezia, Venezia, 2011
- Dialogo con l'infinito, a cura di Giovanni Faccenda, Chiostro del Bramante, Roma, 2011
- Labirinti dell'anima a cura di Giovanni Faccenda, Spazio Guicciardini, Milano, 2010
- Icone dell'invisibile a cura di Silvia Pegoraro, Museo civico, Sulmona, 2012
- Il buio, Confine del colore. Formichetti e Schifano, a cura di Luca Beatrice, Museo d'arte moderna Vittoria Colonna, Pescara, 2010
- XXXVI Premio Sulmona, Chiostro Ex Convento di Santa Chiara, Sulmona, 2009
- Cromofobie, a cura di Silvia Pegoraro, Spazio ExAurum, Pescara, 2009
- XIII biennale d'arte sacra contemporanea, Museo Staurós, Isola del Gran Sasso d'Italia, 2008
- Le forme dell'anima a cura di Silvia Pegoraro, Museo Michetti, Francavilla al Mare, 2008
- Riflessioni a cura di Maurizio Gioia, Museo diocesano di arte sacra Francesco Gonzaga, Mantova, 2007
- Sospeso percorso inorganico a cura di Leo Strozzieri, Museo nazionale d'Abruzzo, L'Aquila, 2007
- Intime confessioni a cura di Maria Selene Sconci, Refettorio quattrocentesco del Museo nazionale del Palazzo di Venezia, Roma, 2007
- Viaggio mistico a cura di Luca Tommasi, Museo nazionale degli strumenti musicali, Roma, 2006
- XXX edizione della Rassegna Internazionale d'Arte Contemporanea, Sulmona, 2003
- Il gesto e il colore a cura di Carlo Fabrizio Carli, Palazzetto dei Nobili, L'Aquila, 2003
- XXVI edizione della Rassegna Internazionale d'Arte Contemporanea, Sulmona, 1999